# Людиня
Людиня (пол. Ludynia) — село в Польщі, у гміні Красоцин Влощовського повіту Свентокшиського воєводства.
Населення — 373 особи (2011).
У 1975-1998 роках село належало до Келецького воєводства.

## Демографія
Демографічна структура на день 31 березня 2011 року:
|          | Загалом | Допрацездатний вік | Працездатний вік | Постпрацездатний вік |
| -------- | ------- | ------------------ | ---------------- | -------------------- |
| Чоловіки | 207     | 46                 | 134              | 27                   |
| Жінки    | 166     | 24                 | 93               | 49                   |
| Разом    | 373     | 70                 | 227              | 76                   |